# Феєрія мандрів
Феєрія мандрів — українська компанія зі штаб-квартирою в Києві, яка зайнята в галузі надання послуг у сфері туризму, подорожей та рекреації. Також «Феєрія мандрів» — українська пізнавальна телепрограма (автор і творець телепрограми — засновник компанії Ігор Захаренко). Телепередача має дві версії. Перша — про різноманітні країни. Друга — суто про Україну.

## Історія
Компанія «Феєрія» заснована 2001 року. Має широку мережу туристичних агенцій та компаній-партнерів в Україні та світі.

## Діяльність
Компанія надає широкий спектр послуг у таких сферах:
- туризм і відпочинок;
- екскурсійні тури;
- продаж авіаквитків;
- навчання за кордоном;
- VIP-обслуговування;
- круїзи;
- корпоративний туризм.[3][4]

Виробляє 26-хвилинну програму «Феєрія мандрів» про кращі місця відпочинку в Україні та за кордоном. Ведучий — засновник та директор туристичної компанії Ігор Захаренко.
У 2011 році стали головним партнером соціального проєкту НТКУ «Феєрія життя» для людей похилого віку.
Надає підтримку проєкту «Переможці», що висвітлює та підтримує бійців АТО та волонтерів, які втратили кінцівки під час подій на Сході України.
За спеціальною програмою допомагає українським бійцям та членам їх родин вирушити на відпочинок і реабілітацію та оздоровитись за кордоном безплатно або за символічну плату.
«Феєрія мандрів» виступає меценатом конкурсу журналістських розслідувань ім. Героя Небесної сотні Василя Сергієнка.

## Відзнаки
- абсолютний Фаворит Олімпу в номінації «Нова якість життя»;
- нагорода в номінації «Автобусні тури року» в міжнародному конкурсі «Вибір року» (2007)[14];
- у 2010 році директор компанії Ігор Захаренко став лауреатом загальнонаціональної премії «Людина року — 2010» у номінації туристична компанія року.[15];
- у 2011 році туристичний телепроєкт «Феєрія мандрів» отримав 7 нагород на телефестивалі «Відкрий Україну»[16];
- перше місце у Національному конкурсі «Благодійна Україна — 2016» у номінації «Благодійність середнього бізнесу».